# Brzozowie

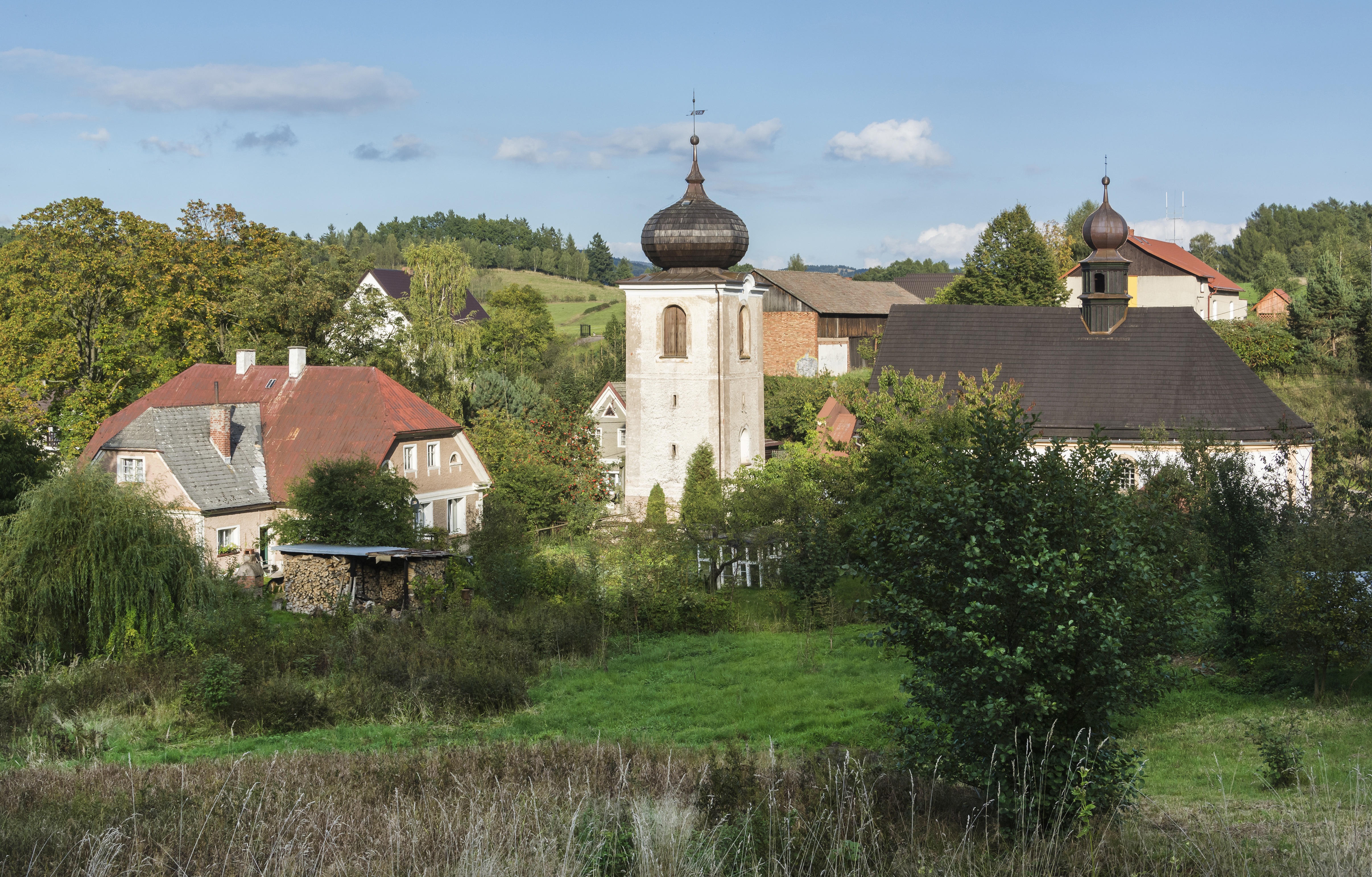
Zabudowa Brzozowia

Brzozowie (Brzozowice, niem. Brzesowie, w latach 1921–1945 Birkhagen; czes. Březová) – dzielnica Kudowy-Zdroju o charakterze wiejskim położona w południowej części miasta. Dawniej była samodzielną wsią, w latach 1961-1969 i od 1973 roku jest częścią Kudowy-Zdroju.

## Położenie
Brzozowie jest położone w górnej części doliny potoku przy granicy z Czechami, u podnóża wzniesień: Jaźwiec i Brzezie w zachodniej części Wzgórz Lewińskich w Sudetach Środkowych. Stanowi południową część Kudowy-Zdroju. Otoczenie wsi stanowią lasy świerkowe i mieszane oraz łąki i użytki rolne.

## Historia
Pierwsze wzmianki o Brzozowiu pochodzą z 1400 roku, kiedy to miejscowość wraz ze Słonem należała do czeskiego Náchodu. Od końca XV wieku wieś wchodziła w skład państwa homolskiego. W XVIII wieku po korekcie granic po wojnach śląskich Brzozowie zostało włączone do ziemi kłodzkiej. W XVIII wieku wieś była dużym ośrodkiem płóciennictwa, w roku 1787 w 52 domach funkcjonowały aż 44 warsztaty tkackie.

## Nazwa
Według niemieckiego językoznawcy Heinricha Adamy’ego nazwa miejscowości pochodzi od polskiej nazwy – „brzozy” lub nazwy lasu złożonego z drzew brzozowych – „brzeziny”. W swoim dziele o nazwach miejscowych na Śląsku wydanym w 1888 r. we Wrocławiu wymienia pierwotną nazwę w polskiej formie „Brzosowice” podając jej znaczenie „Birkendorf”, czyli w tłumaczeniu „Brzozowa wieś”. Z powodu trudności w wymowie Niemcy później skrócili i zgermanizowali nazwę na Brzesowie w wyniku czego utraciła ona swoje pierwotne znaczenie. W alfabetycznym spisie miejscowości na terenie Śląska wydanym w 1830 r. we Wrocławiu przez Johanna Knie miejscowość występuje pod nazwą Brzesowie.

## Zabytki
Do wojewódzkiego rejestru zabytków wpisane są obiekty:
- barokowy kościół św. Piotra i Pawła z 1730 r., otoczony murem z dzwonnicą bramną nakrytą cebulastym hełmem[6]. Wewnątrz zachowało się wyposażenie z XVIII wieku: ołtarz główny i boczny, ambona oraz prospekt organowy[6].

Inne zabytki:
- klasycystyczna plebania z XIX wieku,
- kapliczki przydrożne w górnej części dzielnicy.

## Szlaki turystyczne
Przez Brzozowie przechodzą dwa znakowane szlaki turystyczne:
- Kulin Kłodzki – Kulin Kłodzki (przystanek kolejowy) – Gołaczów – Żyznów – Cisowa – Darnków – Pod Kruczą Kopą – Dańczów – Lewin Kłodzki – Jarków – Pod Ptasznicą PL/CZ – Česká Čermná – Česká Čermná CZ/PL – Brzozowie – Źródło Marii – Kudowa-Zdrój[10]
- Kudowa-Zdrój – Brzozowie – Pod Ptasznicą PL/CZ

## Przejście graniczne
Do 2007 roku z Brzozowiu funkcjonowało przejście graniczne z Czechami.